# Up in Central Park
Up in Central Park é um filme de comédia musical estadunidense dirigido por William A. Seiter e estrelado por Deanna Durbin, Dick Haymes e Vincent Price. O filme foi lançado em 5 de março de 1948 pela Universal Pictures, e é baseado na peça de mesmo nome de Herbert Fields.

## Elenco
- Deanna Durbin como Rosie Moore
- Dick Haymes como John Matthews
- Vincent Price como Boss Tweed
- Albert Sharpe como Timothy Moore
- Tom Powers como Rogan
- Hobart Cavanaugh como Prefeito Oakley
- Thurston Hall como Governador Motley
- Howard Freeman como Myron Schultz
- Mary Field como Miss Murch
- Tom Pedi como O'Toole
- Moroni Olsen como Big Jim Fitts
- William Skipper como dançarino
- Nellie Fisher como dançarino[1]
- Edward Peil Sr. como político (sem créditos)